# 饒景曜
饒景曜（？—1615年），字廷獻，號崑圃、又号崐源，江西南昌府進賢縣人，明朝政治人物。

## 生平
萬曆十三年（1585年）乙酉科江西鄉試舉人，二十年（1592年）壬辰科二甲第三十七名進士。禮部觀政，二十一年授刑部主事，升員外郎、郎中，二十七年五月升河南右參議，本年丁憂。二十九年補新設寧太兵备浙江左參議，三十三年三月升浙江副使，歷升河南右参政、浙东台绍道，晋两浙学政、兵备金衢，安抚浙东，四十一年升浙江按察使，管理南直隶徽宁兵备道，保留寧太道。改湖廣按察使，四十三年六月官至四川右布政使，未任而卒。宦橐萧然，豫章论清操以为最。

## 著作
王三才、饶景曜于万历四十二年（1614）重辑方书《医便》五卷。

## 家族
曾祖饒檖，教谕；祖父饒尚章，县丞，贈兵部左侍郎；父饒裳，封承德郎工部主事，贈兵部左侍郎。母邹氏，封安人。具庆下。二兄饒景暘、三兄饒景暉、五弟饒景暐。